# Hydrofiel

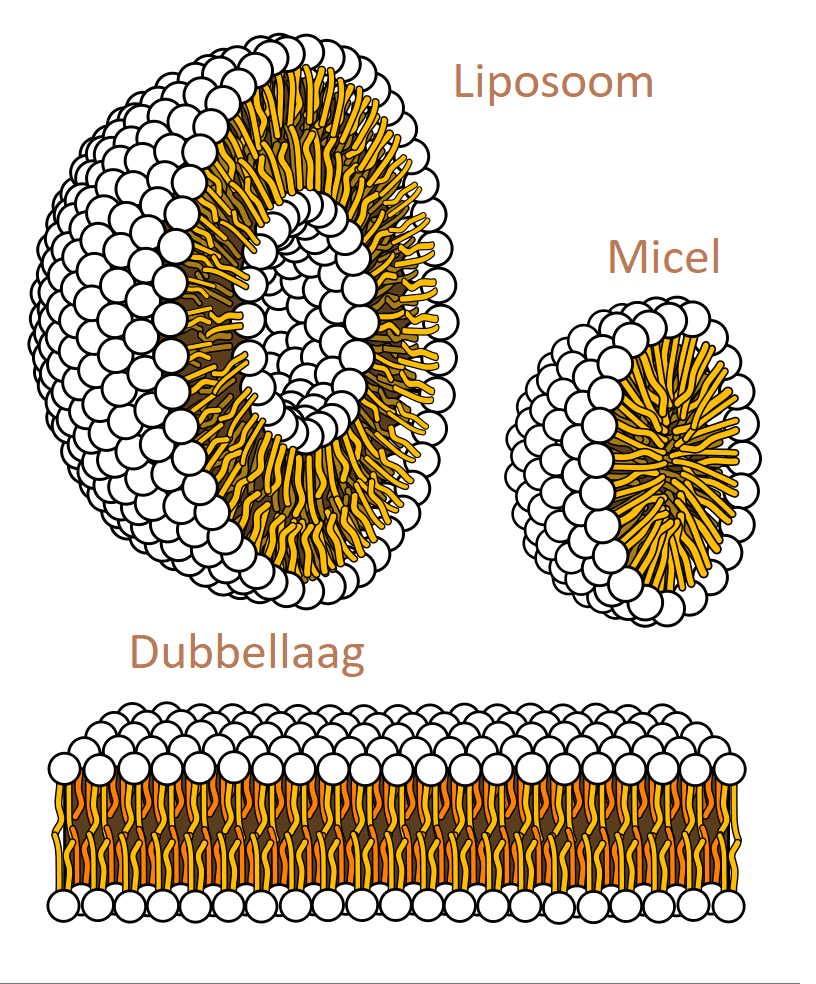
De hydrofiele koppen (wit) van fosfolipiden kunnen verschillende structuren vormen in water, zoals micellen en dubbellagen.

De term hydrofiel verwijst naar een chemisch deeltje dat aangetrokken wordt door watermoleculen, en de neiging heeft om op te lossen in water. Het woord ‘hydrofiel’ komt van het Griekse ὕδωρ (húdor), dat water betekent; φίλος (phílos), dat vriend betekent. Een hydrofoob molecuul daarentegen wordt er door afgestoten. 
Een hydrofiel molecuul is vaak elektrisch gepolariseerd. Dat wil zeggen dat de elektrische lading binnen het molecuul niet evenredig is verdeeld. Het molecuul is in staat om waterstofbruggen te vormen met andere moleculen, zoals tussen OH-groepen en NH-groepen. Op moleculaire schaal wordt de negatief geladen kant van het polaire molecuul aangetrokken tot de positief geladen kant van het watermolecuul, en andersom. 
Een hydrofiele stof lost makkelijk op in polaire vloeistoffen, zoals water of alcohol, en minder goed op in apolaire vloeistoffen, zoals olie. Een hydrofiele stof kan echter toch gemengd met olie worden door gebruik te maken van een emulgator. 
In sommige gevallen komen zowel hydrofiele als hydrofobe eigenschappen voor in een enkel molecuul. Een voorbeeld van deze amfifiele moleculen is de fosfolipide die de membranen van cellen vormt. De hydrofobe staart ligt naar binnen toe en de hydrofiele kop ligt naar buiten aan de oppervlaktelaag. Een ander voorbeeld is zeep, dat een hydrofiele kop en een hydrofobe staart heeft, waardoor het oplost in zowel water als olie.